# جون دونكان فورسيث
جون دونكان فورسيث (بالإنجليزية: John Duncan Forsyth)‏ هو مهندس معماري أمريكي، ولد في 1886، وتوفي في 1963.